# Unió Esportiva Alzira
La Unió Esportiva Alzira (UEA) és un club de futbol de la ciutat valenciana d'Alzira, a la Ribera Alta. Fundat el 1922, es coneix principalment pel seu primer equip masculí, que actualment competix a Segona Federació, la quarta categoria del futbol a l'Estat. El seu primer equip femení juga a Segona Regional, la sexta categoria del futbol a Espanya. A més, disposa d'uns 30 equips de futbol base. El seu estadi és l'Estadi Luis Suñer Picó, inaugurat el 1971, amb una capacitat aproximada de 4.200 espectadors.
La màxima competició fins on va arribar l'Alzira és la Segona divisió espanyola, on va competir la temporada 1988-89. A més, ha jugat nou temporades a la Segona divisió B, quatre a la Segona Federació i dotzenes de temporades més a la Tercera divisió, la divisió en què ha participat més temporades.

## Història

### Evolució del nom
- Alzira Football Club (1922-1931)

- Agrupación Deportiva Alcira (1931-1943)

- Unión Deportiva Alcira (1946-1986)
- Unión Deportiva Alzira (1986-present)[6][7]

### Naixement de l'Alzira FC i primers passos (1922-1931)
El nou esport de futbol va arribar al País Valencià als primers anys del segle XX i va durar uns anys més fins que arribara a les ciutats menys grans, com Alzira. El primer club de futbol a la ciutat riberenca va ser l'Alzira Football Club, fundat el 2 de novembre de 1922. L'Alzira estava inicialment inscrit a la Federació Regional Llevantina, l'ens organitzatiu del futbol a la província de València d'aquella època, però tenia dificultats per competir amb normalitat cada temporada. L'any 1926, el club va desaparéixer per motius econòmics, quedant Alzira sense club de futbol representatiu. Malgrat açò, el mestre nacional Fernando Pérez Puig va impulsar la creació d'un campionat local, en què es van inscriure diferents equips.

### Refundació com a AD Alcira (1931-1946)
El 1930, els futbolistes alzirenys van voler tornar a tenir un equip que representava la seua ciutat a nivell nacional, i per açò el 16 de juliol de 1931 es va refundar l'Alzira FC sota el nom Agrupación Deportiva Alcira. El Club es va federar a la Federació Valenciana de Futbol un any després i va adoptar els colors blaugranes que encara usa hui en dia. El primer equip va guanyar un nombre considerable de partits, guanyant el sobrenom Els Tigres de la Ribera.
Fins a la Guerra Civil espanyola, l'Alzira competia en categories valencianes, i l'any 1940, el Club es va classificar per la següent edició de la Segona divisió espanyola. No obstant això, per les circumstàncies d'aquell moment no va arribar a jugar cap partit a nivell estatal. No seria l'última dificultat dels anys 40 i el 1943, el Club va desaparéixer un altre cop per motius econòmics.

### Refundació com a UE Alzira i camí a Tercera (1946-1966)
Després d'uns anys en què Alzira no disposava d'un equip de futbol representatiu, alguns ex-directius van decidir crear un nou club que seria compost pels millors jugadors dels diferents equips més petits que hi havia a la ciutat riberenca. L'agost de 1946, va quedar constituït la Unió Esportiva Alzira, oficialment anomenat Unión Deportiva Alcira per la prohibició de noms que no foren castellans durant la dictadura franquista.
El nou club va experimentar uns anys inicials exitosos vist que va campionar a tres ocasions en només sis anys, arribant a Tercera divisió l'any 1952. El club blaugrana va romandre a la tercera categoria estatal durant 14 anys consecutius, participant a una promoció d'ascens a Segona divisió la temporada 1963-64. La primera etapa de l'Alzira a Tercera va acabar amb el descens a Primera Regional la temporada 1965-66.

### Ascensos i descensos (1966-1982)
Malgrat obtenir resultats excel·lents a Primera Regional durant els anys 60 i 70, li va costar significativament a l'Alzira consolidar-se de nou a Tercera. Entre el 1966 i el 1977, els riberencs van baixar i tornar a pujar quatre cops, fins estabilitzar-se a Tercera, convertida en la quarta categoria espanyola. Mentrestant, concretament l'any 1973, el club va inaugurar el seu nou Estadi Luis Suñer Picó. Després de l'ascens a Tercera del 1977, l'Alzira va participar a cinc edicions seguides de Tercera, però va baixar a Regional Preferent un altre cop l'any 1982.

### Dècada daurada (1982-1992)
Tot i que competia al cinquè nivell, la temporada 1982-83 a Regional Preferent va significar l'inici de l'època daurada de l'Alzira. El club va finalitzar la temporada liderant la classificació, pujant directament a Tercera divisió. Aquí, es va convertir en un dels equips més forts a la competició, lluitant pel campionat cada temporada i acabant al primer lloc la temporada 1983-84 i 1985-86. Aquesta última edició va culminar amb l'ascens i debut a Segona divisió B. La temporada 1986-87, la Segona B consistia d'un sol grup, que significava que l'Alzira jugaria contra equips de tot l'Estat. L'equip va assolir el desè lloc i va sorprendre la temporada següent, arribant al primer lloc. Vist que encara no es va implementar la promoció d'ascens a aquesta competició, l'Alzira va pujar directament a Segona divisió, convertint-se en el 16é equip valencià debutant a la categoria d'argent.
La temporada 1988-89 va acabar amb un 18é lloc i el següent descens a Segona divisió B, que comportaria una crisi econòmica. El Club jugaria tres anys a la tercera categoria, però va tornar a Tercera, la competició en què havia jugat més temporades, després de la temporada 1991-92, culminant així la dècada daurada.

### Entre Segona B, Tercera i Regional Preferent (1992-2011)
Els anys després de l'aventura a Segona divisió van ser inestables. L'Alzira va baixar a Regional Preferent l'any 1994, on va jugar durant quatre temporades, guanyant el campionat la temporada 1996-97. Va tornar a pujar a Tercera només l'any 1998 i a Segona B l'any 1999, però no va aconseguir consolidar-se a la categoria de bronze. La temporada 2000-01, l'Alzira va descendir a Tercera i dues temporades després de nou a Regional Preferent.
Li va costar a l'Alzira sortir de la cinquena categoria, però la temporada 2005-06 ho va aconseguir. Tal com va passar uns anys abans, el Club no va romandre durant moltes temporades a Tercera i va arribar a Segona B l'any 2008. Als anys següents, l'Alzira va baixar, pujar i baixar consecutivament. El descens a Tercera l'any 2011 va significar l'inici d'una etapa amb més estabilitat.

### Consolidació a Tercera i a Segona Federació (2011-present)
Entre el 2011 i el 2021, l'Alzira va participar en la Tercera divisió. Va obtenir resultats diferents, variant entre participar a promocions d'ascens a Segona divisió B (2011-12, 2012-13, 2013-14, 2016-17, 2019-20) i evitar el descens (2014-15 i 2018-19). Finalment, la temporada 2020-21, l'Alzira va finalitzar al segon lloc i va pujar a Segona Federació, la nova quarta categoria. Les temporades 2021-22, 2022-23 i 2023-24, l'Alzira va obtenir resultats suficientment bons per romandre a Segona Federació.
El 2022, l'Alzira va celebrar el seu centenari. Les celebracions incloïen les presentacions de dos llibres sobre el Club, conferències sobre la seua història i dimensió social, la presentació d'un escut i equipacions commemoratives i moltes activitats més. A més, va jugar la final estatal de la Copa Federació al seu dia de centenari contra el CD Arenteiro gallec a l'Estadi Luis Suñer Picó, perdent 0-2.

## Símbols

### Escut
L'escut actual de la UE Alzira va néixer l'any 1946 amb la refundació del Club. El seu primer escut, creat el 1922, consistia d'una corona reial, el nom del club, una pilota i la senyera, que tenia una posició prominent al fons de l'escut. El 1931, es va adoptar un escut diferent, que s'assemblava a l'escut d'Alzira. El 1946, l'escut va arribar a consistir d'una pilota, el nom del club, una clau (símbol d'Alzira), barres blaugranes (una referència als colors del Club) i barres grogues i roges (una referència a la senyera del País Valencià).

### Colors
Al llarg de la seua història, els colors de la indumentària de la UE Alzira no han sigut sempre iguals. Després de la fundació del Club l'any 1922, es va decidir jugar amb samarretes i pantalons i calcetins negres. Nou anys després, quan es va refundar el club, es van triar colors diferents: samarretes blaugranes i pantalons negres. Aquests colors a la samarreta s'han mantingut des de llavors -tot i que el disseny de la samarreta ha anat variant amb els anys- i els pantalons van arribar a ser blaus a partir dels anys 40.
| 1922-1931 | 1931-1946 | 1946-present |

- Primera equipació: samarreta blaugrana, pantalons blaus i calcetins blaus
- Segona equipació: samarreta groga, pantalons grocs i calcetins grocs

### Himne
L'himne de la UE Alzira va ser compost l'any 1982. La lletra de l'himne de la UE Alzira és la següent:
| Alzira, Alzira, ra ra ra Alzira, Alzira, Alzira guanyarà Hi ha un club que és entre tots el millor i que alenta la il·lusió de nostra vida, quan juga posa tot el cor defenent el nostre honor que és el d’Alzira Nostre Xúquer va regant amb amor el progrés i l’afan de nostra indústria, les taronges donen color i la Murta el seu esplendor a xillar visca el Alzira guanyador. | Hi ha un club que és entre tots el millor i que alenta la il·lusió de nostra vida, quan juga posa tot el cor defenent el nostre honor que és el d’Alzira Nostre Xúquer va regant amb amor el progrés i l’afan de nostra indústria, les taronges donen color i la Murta el seu esplendor a xillar visca el Alzira guanyador. Alzira, Alzira, ra ra ra Alzira, Alzira, Alzira guanyarà |

## Instal·lacions

### Estadi Luis Suñer Picó
L'estadi de la UE Alzira és l'Estadi Luis Suñer Picó, inaugurat l'1 de novembre de 1973 amb un partit a la Copa del Generalíssim contra el Vila-real CF (1-1). Disposa d'una capacitat aproximada de 4.200 espectadors, dels què 1.596 asseguts en tribuna, 184 asseguts en llotja i 2.400 drets en grada general. És de gespa natural i de propietat municipal, tot i que la UE Alzira assumix des de 2012 la seua gestió.
La construcció del camp va ser encarregada per Luis Suñer Sanchis amb la intenció de construir el millor estadi de la província de València després de l'Estadi de Mestalla i l'Estadi Ciutat de València, ambdós a la ciutat de València. L'estadi porta el nom del seu fill, mort el 1964 als 21 anys quan era president del club.

### Camp d'Esports Venècia
El Camp d'Esports Venècia era el camp de l'Alzira des dels anys vint fins al 1973, quan es va obrir el camp Luis Suñer Picó. El Venècia es va construir sobre els terrenys del Pare Castells, que els cedia sota la condició de que sempre s'utilitzarien per fins esportius. Després de la Guerra Civil espanyola, el camp adoptava oficialment el nom Campo del Frente de Juventudes o Campo Juvenil. L'any 1971, es va instal·lar il·luminació artificial amb els llamps de l'Estadi de Mestalla, on es van instal·lar uns de nou. El camp encara existix, tot i que l'Alzira ja no hi juga, i és de propietat municipal.

## Primer equip

### Plantilla 2024-25
Plantilla i cos tècnic del primer equip masculí.
| N. | Pos. | Nac. | Jugador          |
| -- | ---- | --- | ---------------- |
| 1  | POR  | [[Fitxer:Flag of the Valencian Community (2x3).svg\|23x15px\|border \|alt=País Valencià\|link=Selecció de futbol del País Valencià\|{{#if:\|]]      | Vicent Dolz      |
| 3  | DEF  | [[Fitxer:Flag of Catalonia.svg\|23x15px\|border \|alt=Catalunya\|link=Selecció de futbol de Catalunya\|{{#if:\|]]                                   | Marcel Céspedes  |
| 4  | DEF  | [[Fitxer:Flag of the Valencian Community (2x3).svg\|23x15px\|border \|alt=País Valencià\|link=Selecció de futbol del País Valencià\|{{#if:\|]]      | Javi Jiménez     |
| 5  | DEF  | [[Fitxer:Flag of the Valencian Community (2x3).svg\|23x15px\|border \|alt=País Valencià\|link=Selecció de futbol del País Valencià\|{{#if:\|]]      | Sergio Bono      |
| 6  | MIG  | [[Fitxer:Flag of the Valencian Community (2x3).svg\|23x15px\|border \|alt=País Valencià\|link=Selecció de futbol del País Valencià\|{{#if:\|]]      | Víctor Sala      |
| 7  | DAV  | [[Fitxer:Flag of Spain.svg\|23x15px\|border \|alt=Espanya\|link=Selecció de futbol d'Espanya\|{{#if:\|]]                                            | Dani Sánchez     |
| 8  | MIG  | [[Fitxer:Flag of Mali.svg\|23x15px\|border \|alt=Mali\|link=Selecció de futbol de Mali\|{{#if:\|]]                                                  | Famoussa Kanouté |
| 9  | DAV  | [[Fitxer:Flag of the Valencian Community (2x3).svg\|23x15px\|border \|alt=País Valencià\|link=Selecció de futbol del País Valencià\|{{#if:\|]]      | Joan Piera       |
| 10 | MIG  | [[Fitxer:Flag of the Valencian Community (2x3).svg\|23x15px\|border \|alt=País Valencià\|link=Selecció de futbol del País Valencià\|{{#if:\|]]      | Míchel Herrero   |
| 11 | DAV  | [[Fitxer:Flag of the Valencian Community (2x3).svg\|23x15px\|border \|alt=País Valencià\|link=Selecció de futbol del País Valencià\|{{#if:\|]]      | Koke Sáiz        |
| 12 | DAV  | [[Fitxer:Flag of Morocco.svg\|23x15px\|border \|alt=Marroc\|link=Selecció de futbol del Marroc\|{{#if:\|]]                                          | Adam Jari        |
| 13 | POR  | [[Fitxer:Flag of the Valencian Community (2x3).svg\|23x15px\|border \|alt=País Valencià\|link=Selecció de futbol del País Valencià\|{{#if:\|]]      | Leandro Montagud |
| 14 | DAV  | [[Fitxer:Flag of the Community of Madrid.svg\|23x15px\|border \|alt=Comunitat de Madrid\|link=Selecció de futbol de Comunitat de Madrid\|{{#if:\|]] | Borja Encada     |

| N. | Pos. | Nac. | Jugador          |
| -- | ---- | --- | ---------------- |
| 16 | MIG  | [[Fitxer:Flag of the Valencian Community (2x3).svg\|23x15px\|border \|alt=País Valencià\|link=Selecció de futbol del País Valencià\|{{#if:\|]]      | Kike Fabra       |
| 17 | DEF  | [[Fitxer:Flag of the Valencian Community (2x3).svg\|23x15px\|border \|alt=País Valencià\|link=Selecció de futbol del País Valencià\|{{#if:\|]]      | Raúl González    |
| 18 | DEF  | [[Fitxer:Flag of the Valencian Community (2x3).svg\|23x15px\|border \|alt=País Valencià\|link=Selecció de futbol del País Valencià\|{{#if:\|]]      | Miguel Borja     |
| 19 | DAV  | [[Fitxer:Flag of France (1794–1815, 1830–1974).svg\|23x15px\|border \|alt=França\|link=Selecció de futbol de França\|{{#if:\|]]                     | Bazo             |
| 20 | DAV  | [[Fitxer:Flag of the Valencian Community (2x3).svg\|23x15px\|border \|alt=País Valencià\|link=Selecció de futbol del País Valencià\|{{#if:\|]]      | Rubén Carretero  |
| 21 | DAV  | [[Fitxer:Flag of the Canary Islands.svg\|23x15px\|border \|alt=Illes Canàries\|link=Selecció de futbol d'Illes Canàries\|{{#if:\|]]                 | Giovanni Navarro |
| 22 | DEF  | [[Fitxer:Flag of the Community of Madrid.svg\|23x15px\|border \|alt=Comunitat de Madrid\|link=Selecció de futbol de Comunitat de Madrid\|{{#if:\|]] | Mario Robledo    |
| 23 | DEF  | [[Fitxer:Flag of the Valencian Community (2x3).svg\|23x15px\|border \|alt=País Valencià\|link=Selecció de futbol del País Valencià\|{{#if:\|]]      | Borja Boronat    |
| 24 | MIG  | [[Fitxer:Flag of the Valencian Community (2x3).svg\|23x15px\|border \|alt=País Valencià\|link=Selecció de futbol del País Valencià\|{{#if:\|]]      | Marc Abril       |
| -  | DEF  | [[Fitxer:Flag of the Canary Islands.svg\|23x15px\|border \|alt=Illes Canàries\|link=Selecció de futbol d'Illes Canàries\|{{#if:\|]]                 | Jesús Fortes     |
| -  | MIG  | [[Fitxer:Flag of the Valencian Community (2x3).svg\|23x15px\|border \|alt=País Valencià\|link=Selecció de futbol del País Valencià\|{{#if:\|]]      | Roberto Laurel   |
| -  | DAV  | [[Fitxer:Flag of the Valencian Community (2x3).svg\|23x15px\|border \|alt=País Valencià\|link=Selecció de futbol del País Valencià\|{{#if:\|]]      | Fermín Rodríguez |

#### Cos tècnic
- Entrenador: Adrián Ferrandis
- Segon entrenador: Daniel Castellanos

- Preparador Físic: Alberto Pons

- Entrenador de porters: Sergio Torres
- Delegat: Vicent Dolz
- Fisioterapeuta: Bernat Pérez
- Analista: Nacho Mata
- Utiller: Salem Torres
- Director esportiu: José Alemany
- Cap de comunicació: Arnau Sanjuán

## Directiva
Després de les eleccions del 2024, la directiva de la UE Alzira ha quedat amb les següents persones:
- President: Juan Antonio Sanjuán Pellicer
- Vicepresident: Rafael Asensio López
- Vicepresident: Vicent Dolz Prats
- Vicepresident: Paula Hernández Beteta
- Vicepresident: Miguel Carrasco Moreno
- Secretari: Aureliano Lairón Pla
- Tresorer: José Manuel Ferrando Bisbal
- Vocal: José Luis Cañes Camps
- Vocal: Vicente Corts Mascarell
- Vocal: Francisco Felguera Unguetti
- Vocal: Xavier Ferri Carrasco
- Vocal: José Vicente Hurtado Cervera
- Vocal: José Ramón Mazo Baldoví
- Vocal: José Manuel Pla Just
- Vocal: Marcos Pla Just
- Vocal: Arnau Sanjuan Armengol
- Vocal: José Antonio Sifre Bonillo
- Vocal: Enrique Vidal Gómez
- Vocal: Pablo Vila Ferrer
- Vocal: Roberto Valia

## Dades del club

### Temporades
- Temporades en Segona divisió (1): 1988-89
- Temporades en Segona divisió B (9): 1986-87 a 1987-88, 1989-90 a 1991-92, 1999-2000 a 2000-01, 2008-09 i 2010-11
- Temporades en Segona Federació (4): 2021-22 a 2024-25
- Temporades en Tercera divisió (43): 1952-53 a 1965-66, 1967-68, 1969-70, 1973-74, 1977-78 a 1981-82, 1983-84 a 1985-86, 1992-93 a 1993-94, 1998-99, 2001-02 a 2002-03, 2006-07 a 2007-08, 2009-10, 2011-12 a 2020-21
- Temporades en divisions regionals (25): 1940-41 a 1942-43, 1946-47 a 1951-52, 1966-67, 1968-69, 1970-71 a 1972-73, 1974-75 a 1976-77, 1982-83, 1994-95 a 1997-98 i 2003-04 a 2005-06
- Millor classificació en lliga: 19é (Segona divisió, temporada 1988-89)
- Pitjor classificació en lliga: 9é (Regional Preferent valenciana, temporada 1994-95)

Nota: només s'inclouen totes les temporades a partir del 1940-41, la temporada en què es va implementar l'estructura de futbol estatal.

### Classificacions a la Lliga espanyola
La UE Alzira ha militat un total de 60 temporades a categories estatals: una a Segona divisió, nou a Segona divisió B, quatre a Segona Federació i 43 a Tercera divisió, a més d'un total de 25 temporades a categories regionals sota diverses denominacions.
| - 1940-41: 1a Regional (8é) - 1941-42: 2a Regional (?) - 1942-43: 2a Regional (?) - 1946-47: 3a Regional (1r) - 1947-48: 2a Regional (?) - 1948-49: 2a Regional (1r) - 1949-50: 1a Regional (2n) - 1950-51: 1a Regional (2n) - 1951-52: 1a Regional (1r) - 1952-53: 3a Divisió (5é) - 1953-54: 3a Divisió (9é) - 1954-55: 3a Divisió (8é) - 1955-56: 3a Divisió (7é) - 1956-57: 3a Divisió (7é) - 1957-58: 3a Divisió (9é) - 1958-59: 3a Divisió (11é) - 1959-60: 3a Divisió (5é) - 1960-61: 3a Divisió (7é) - 1961-62: 3a Divisió (13é) - 1962-63: 3a Divisió (11é) - 1963-64: 3a Divisió (2n) | - 1964-65: 3a Divisió (15é) - 1965-66: 3a Divisió (18é) - 1966-67: 1a Regional (2n) - 1967-68: 3a Divisió (13é) - 1968-69: 1a Regional (1r) - 1969-70: 3a Divisió (10é) - 1970-71: Reg. Preferent (3r) - 1971-72: Reg. Preferent (2n) - 1972-73: Reg. Preferent (1r) - 1973-74: 3a Divisió (13é) - 1974-75: Reg. Preferent (7é) - 1975-76: Reg. Preferent (4t) - 1976-77: Reg. Preferent (1r) - 1977-78: 3a Divisió (11é) - 1978-79: 3a Divisió (6é) - 1979-80: 3a Divisió (19é) - 1980-81: 3a Divisió (7é) - 1981-82: 3a Divisió (17è) - 1982-83: Reg. Preferent (1r) - 1983-84: 3a Divisió (1r) - 1984-85: 3a Divisió (2n) | - 1985-86: 3a Divisió (1r) - 1986-87: 2a Divisió B (10é) - 1987-88: 2a Divisió B (1r) - 1988-89: 2a Divisió (18é) - 1989-90: 2a Divisió B (7é) - 1990-91: 2a Divisió B (8é) - 1991-92: 2a Divisió B (20é) - 1992-93: 3a Divisió (14é) - 1993-94: 3a Divisió (19é) - 1994-95: Reg. Preferent (9é) - 1995-96: Reg. Preferent (4t) - 1996-97: Reg. Preferent (1r) - 1997-98: Reg. Preferent (3r) - 1998-99: Reg. Preferent (1r) - 1999-00: 3a Divisió (4t) - 2000-01: 2a Divisió B (18é) - 2001-02: 3a Divisió (6é) - 2002-03: 3a Divisió (19é) - 2003-04: Reg. Preferent (3r) - 2004-05: Reg. Preferent (6é) - 2005-06: Reg. Preferent (2n) | - 2006-07: 3a Divisió (15é) - 2007-08: 3a Divisió (1r) - 2008-09: 2a Divisió B (17é) - 2009-10: 3a Divisió (2n) - 2010-11: 2a Divisió B (17é) - 2011-12: 3a Divisió (4t) - 2012-13: 3a Divisió (3r) - 2013-14: 3a Divisió (2n) - 2014-15: 3a Divisió (14é) - 2015-16: 3a Divisió (6é) - 2016-17: 3a Divisió (2n) - 2017-18: 3a Divisió (9é) - 2018-19: 3a Divisió (14é) - 2019-20: 3a Divisió (2n) - 2020-21: 3a Divisió (2n) - 2021-22: 2a Federació (7é) - 2022-23: 2a Federació (12é) - 2023-24: 2a Federació (8é) - 2024-25: 2a Federació |

- - Campionat de Lliga

- - Ascens

- - Descens

## Palmarés

### Tornejos estatals
- Segona divisió B (1): 1987-88
- Tercera divisió (3): 1983-84, 1985-86 i 2007-08

### Tornejos regionals
- Regional Preferent (4): 1972-73, 1976-77, 1982-83 i 1996-97
- Primera Regional (2): 1951-52 i 1968-69
- Segona Regional (1): 1948-49
- Tercera Regional (1): 1946-47
- Campionat d'Espanya d'Aficionats (fase regional) (1): 1971
- Copa Federació (fase autonòmica) (3): 2000-01, 2012-13 i 2021-22

## Presidents
Al llarg de la seva història, l'Alzira ha tingut 39 presidents.
| - Luis Navarro (1922-23) - Emilio Sales Salvá (1923-24) - Faustino Blasco Damià (1924) - Francisco Martín (1924) - José Valentín Escobedo (1924-25) - Leopoldo Serra Villanueva (1925) - Francisco Pérez Sala (1925-26) - Vicente Escribá (1932) - Bernardo Moreno Corts (1932-33) - Salvador Escrivà Gallach (1933-34) - Joaquín Chordà Asensi (1934-43) - Antonio Pastor Aracil (1946-47) - Francisco Palau (1947-48) - Antonio Pastor Aracil (1948-54) - Bernardo Magraner Carrió (1954-55) | - Antonio Pastor Aracil (1955-56) - Enrique Garrigues Gregori (1956-57) - Antonio Pastor Aracil (1957-61) - Manuel Pla Garrido (1961-63) - Luis Suñer Picó (1963-64) - Manuel Pla Garrido (1964-65) - Octavio Daries Martínez (1965-66) - Francisco Colom Ull (1966-67) - Joaquín Rodilla (1967-68) - Alfredo Suñer Oliver (1968-74) - Salvador Sanchis Pavía (1974-76) - Francisco Colom Ull (1976-77) - Adrián Campos Bialcanet (1977-78) - Agustín March Pérez (1978-82) - José Martínez Manresa (1982) | - Muñoz (1982) - José Ferri Ballester (1982) - José Palacios Boquera (1982-85) - Alberto Campos Suñer (1985-87) - Alfredo Suñer Oliver (1987-88) - José Furió Santaulalia (1988-90) - Ramón Alcarria Jaén (1990-91) - Jordi Blasco Castany (1991-92) - José Luis Baviera (1992-94) - Sebastià Fontana Palacios (1994-2003) - José Bartolomé López (2003-07) - José Bosch Juan (2007-12) - Javier Giménez Sala (2012) - Javier Pérez Parra (2012-16) - Juan Antonio Pellicer Sanjuán (2016-) |

## Entrenadors
Al llarg de la seva història, l'Alzira ha tingut 79 entrenadors.
| - Sotillos (1922-23) - Alejandro Martín (1951-52) - Fresquet (1952-54) - Juan Costa (1954-55) - Fresquet (1955-58) - Farina (1958-59) - José Mahiques (1959) - Guillermo Villagrá (1959-60) - Farina (1960-61) - Rafael Arnal (1961-62) - Nicolás Vivas (1962-63) - Alepuz (1963) - Nicolás Vivas (1963) - Pedro Pradells (1963-64) - Pascual Peralt (1965-66) - José Antonio Ibernón (1966-67) - Enrique Diego Campos (1967) - José Cuñat (1967-68) - Fresquet (1968-69) - Quique Martín (1969) - Emilio Layunta (1969-70) - Fresquet (1970) - Luis Doménech (1970-71) - Paco Real (1971-72) - José Manuel Llopis (1972-74) - Paquito García (1974-75) - Domínguez (1975) - Jesús Bermúdez (1975-76) - Juan Navarro (1975-76) - Evaristo Carrió (1976) - Bellver (1976) - Juan Carlos Rodríguez (1976-77) | - Ramón Miralles (1977-78) - Juan Carlos Rodríguez (1978-79) - Alejandro Nebot (1979-80) - Belenguer (1980-81) - Fernando Gámir (1981-82) - Miguel Sarrión (1982) - Vicente Piquer (1982) - Quique Hernández (1982-84) - José Martínez (1984-85) - Benito Floro (1985-86) - Juan Carlos Rodríguez (1986) - Buqué (1986-87) - José Ramón Fuertes (1987-88) - Nando Yosu (1988-89) - Delfín Álvarez (1989) - Neme Martín (1989-90) - Waldo (1990) - Pepe Casado (1990) - Carlos Simón (1990-91) - Manolo Sanchis (1991) - Pepe Casado (1991-92) - Enrique Montes (1992) - Pepe Portalés (1992-93) - Pepe Casado (1993-94) - Pepe Alcover (1994) - Fresquet (1994) - Natalio Lorenzo (1994-96) - Pepe Cerveró (1996-99) - Antonio Aparicio (1999-2000) - Pablo Seral (2000) - José Martínez (2000-01) - Pepe Cerveró (2001-02) | - Alain Lena (2002) - Pepe Casado (2002) - Paco Monterde (2002-03) - Pepe Cerveró (2003) - Maxi Fernández (2003-04) - Pepe Cerveró (2004-05) - Rafa Navarro (2005-06) - Ricardo Magraner (2006) - Jesús Moratal (2006) - Ángel Sáiz (2006-07) - Frank Castelló (2007-08) - Roberto Fernández (2008-09) - Yoyo (2009) - Pepe Aroca (2009-10) - Fernando Maestre (2010) - Jero López (2010) - Manolo Herrero (2010-11) - Frank Castelló (2011-12) - Gabino Rodríguez (2012) - Dani Ponz (2012-14) - Juan José Cháfer (2014) - Juanan Canet (2014-15) - Dani Ponz (2015-17) - Fernando Gómez (2017-18) - Pau Quesada (2018-20) - Dani Ponz (2020-22) - Fran Alcoy (2022) - Marc García (2022-24) - Adrián Ferrandis (2024-) |

## Partits internacionals
Al llarg de la seua història, l'Alzira ha disputat partits contra diversos equips internacionals de renom, com el 1. FC Nürnberg, l'Ajax d'Amsterdam, el Clube Oriental de Lisboa, el ŠK Slovan Bratislava, l'Hertha BSC, l'FK Spartak Moscou i la selecció de Bahrain.

## Penyes i massa social

### Penyes
L'any 2024, la UE Alzira disposa d'una penya oficial: la Gent Blaugrana, fundada l'any 2009. No obstant això, el Club ha comptat amb nombroses penyes seues al passat, com la Penya Sapo Gol, Los chupichichis, la penya El Loco, la 51, 10 i 20 amigos, Fanàtics, Penya Blaugrana, El Ruido, El Cocodrilo, Venècia, el Front Blaugrana i les Brigades Blaugranes.